# Leonardo Rey Colaço de Castro Freire
Leonardo Rey Colaço de Castro Freire OMAI (1917 — 1970), foi um arquiteto português.

## Biografia
Na construção do Hotel Ritz, Leonardo de Castro Freire foi o arquiteto escolhido para substituir Porfírio Pardal Monteiro, quando este faleceu em 1957
A 21 de Dezembro de 1963 foi feito Oficial da Ordem Civil do Mérito Agrícola e Industrial Classe Industrial.

## Projectosarquitetónicos
- Edifício dos Paços do Concelho de Santana na Madeira[3]
- Edifício no cruzamento entre a Avenida dos Estados Unidos da América n.º 53 e a Rua Coronel Bento Roma n.º 12A.
- Pousada de Miranda do Douro.
- Edifício sede do Banco Espírito Santo, Avenida da Liberdade, Lisboa.
- Moradia unifamiliar na Rua do Ribatejo n. 7, Estoril.
- Edifício da Delegação Aduaneira de Vilar Formoso.
- Galerias Ritz, Lisboa.

## Prémios
- Prémio Valmor 1970 — Edifício América.[4]